# Парафянка
Парафянка (пол. Parafianka) — село в Польщі, у гміні Жижин Пулавського повіту Люблінського воєводства.
Населення — 221 особа (2011).

## Демографія
Демографічна структура станом на 31 березня 2011 року:
|          | Загалом | Допрацездатний вік | Працездатний вік | Постпрацездатний вік |
| -------- | ------- | ------------------ | ---------------- | -------------------- |
| Чоловіки | 116     | 20                 | 85               | 11                   |
| Жінки    | 105     | 24                 | 58               | 23                   |
| Разом    | 221     | 44                 | 143              | 34                   |